# William Rehnquist
William Hubbs Rehnquist (1. říjen 1924 Milwaukee, Wisconsin – 3. září 2005 Arlington, Virginie) byl americký politik, člen a 16. předseda Nejvyššího soudu USA.

## Biografie
Ve druhé světové válce bojoval jako letec, pak působil jako úředník u Nejvyššího soudu USA (1952–1953). Zapojil se do politiky jako náměstek ministra spravedlnosti USA (1969–1971). Roku 1971 se stal soudcem Nejvyššího soudu USA a 17. září 1986 jeho předsedou.
Byl jeden ze dvou soudců, kteří byli proti rozhodnutí ve sporu Roe vs. Wade a zasazoval se o to, aby měly státy velkou volnost jednání k regulování interrupce. Stal se u soudu hlavním zastáncem omezování soudních pravomocí. Předsedal v Senátu impeachmentu Billa Clintona.
Pohřben je na Arlingtonském národním hřbitově.

## Přísahy
Na základě americké tradice do jeho rukou složil prezidentskou přísahu:
- 20. ledna 1989 – George H. W. Bush
- 20. ledna 1993 a 20. ledna 1997 – Bill Clinton
- 20. ledna 2001 a 20. ledna 2005 – George W. Bush